# Abel Gilbert Pontón
Abel Gilbert Pontón (Guayaquil, 17 de enero de 1889 - Ibídem, 21 de mayo de 1965) fue un médico y político ecuatoriano, Vicepresidente del Ecuador entre 1949 a 1952. Dedicó la mayor parte de su vida a la medicina, fundando la reconocida Clínica Guayaquil, la cual continuó operando a cargo de su hijo Roberto Gilbert y luego por su nieto Roberto Gilbert Febres-Cordero. Falleció en Guayaquil en 1965. En su honor se fundó el Hospital de Especialidades Abel Gilbert Pontón en 1973.
Gilbert ocupó varios cargos públicos durante su vida sin pertenecer a un partido específico pero identificándose con la ideología liberal. Fue concejal de la municipalidad de Guayaquil, Senador por la Agricultura de la Costa y Vicepresidente de la 13º Asamblea Constituyente. En las elecciones presidenciales de 1948 fue binomio de Galo Plaza Lasso, pero no resultó elegido. En 1949, debido al fallecimiento del vicepresidente Manuel Sotomayor y Luna, fue elegido por el Congreso Nacional para ocupar la vicepresidencia hasta 1952.